# A (single)
A é o quinto single em formato de álbum single lançado pelo grupo sul-coreano Big Bang. O seu lançamento ocorreu em 1 de junho de 2015 através da YG Entertainment, sendo composto pelas canções "Bang Bang Bang" e "We Like 2 Party" e tornando-o segundo lançamento de seu projeto intitulado Made Series. 
Após o seu lançamento, A atingiu a posição de número dois pela parada sul-coreana Gaon Album Chart.

## Antecedentes e lançamento
Com o lançamento de M em 1 de maio de 2015, o Big Bang atingiu o topo das paradas musicais da Coreia do Sul e Taiwan. A fim de dar prosseguimento ao seu projeto intitulado Made Series, foi divulgado o lançamento de A, que recebeu críticas favoráveis do público e da crítica especializada.
A foi lançado mundialmente através de formato digital em 1 de junho de 2015, contendo as canções "Bang Bang Bang" e "We Like 2 Party". No Japão o seu lançamento digital foi realizado em 17 de junho contendo as supracitas canções e suas respectivas versões instrumentais. Em 2 de junho ocorreu também o lançamento físico de A, o qual foi comercializado em duas versões de capa diferentes, sendo elas: na cor preta e grafada como A e na cor branca grafada como a, ambas contendo seis faixas, livreto de 24 páginas (de conteúdo diferente para ambas as versões), um cartão fotográfico e um folheto para formar um quebra-cabeça.

## Promoção
A partir de 27 de maio de 2015, a YG Entertainment passou a divulgar imagens promocionais apresentando as canções "Bang Bang Bang" e "We Like 2 Party", que estendeu-se até um dia antes do lançamento de A. Seu conteúdo incluiu informações sobre os responsáveis pela composição e produção das faixas. Posteriormente, durante as apresentações do Big Bang pela sua segunda turnê mundial Made World Tour em Guangzhou, China, o grupo realizou uma prévia das duas canções de A. No mesmo período, em 30 de maio, o quinteto participou do programa de televisão sul-coreano You Hee-yeol's Sketchbook da KBS2 exibido mais tarde em 5 de junho, onde apresentou "Bang Bang Bang". 
Antecedendo o lançamento de A, o Big Bang participou de uma contagem regressiva oficial realizada em um evento ao vivo através do aplicativo "V" do portal Naver, em 31 de maio, uma hora antes do lançamento do mesmo, o qual discutiu a cerca de seus novos lançamentos, além de responder a perguntas enviadas pelos fãs. O evento reuniu mais de quatrocentos mil espectadores.
Como parte das atividades promocionais de A, o Big Bang realizou seu retorno nos programas de música, através do M Countdown da Mnet em 4 de junho. Previamente em 1 de junho, "Bang Bang Bang" foi adicionada ao sistema de votação do programa Inkigayo da SBS, 41 horas após ter sido lançada, levando a canção "View" do grupo masculino Shinee a vencer, mesmo "Bang Bang Bang" ter alcançado o primeiro lugar nas paradas, este fato resultou em diversas reclamações por parte dos fãs. Em 14 de junho, outra controvérsia ocorreu, quando foi anunciado que o Big Bang seria penalizado pelo programa, sendo proibidos de aparecerem no mesmo, devido a G-Dragon e T.O.P não estarem presentes durante a vitória do grupo em 24 de maio, o que foi justificado pelo fato dos mesmos estarem gravando um vídeo musical. Os vencedores do programa de 14 de junho foram anunciados apenas no dia seguinte, sendo o Big Bang com "Bang Bang Bang".

## Faixas e formatos
| "A" - Single   |                   |                                   |                                         |                  |         |  |
| N.º            | Título            | Letras                            | Música                                  | Arranjos         | Duração |  |
| 1.             | "Bang Bang Bang"  | Teddy Park, G-Dragon, T.O.P       | Teddy Park, G-Dragon                    | Teddy Park       | 3:40    |  |
| 2.             | "We Like 2 Party" | Teddy Park, Kush, G-Dragon, T.O.P | Teddy Park, Kush, Seo Won Jin, G-Dragon | Teddy Park, Kush | 3:16    |  |
| Duração total: | Duração total:    | Duração total:                    | Duração total:                          | Duração total:   | 6:55    |  |

| A - CD         |                                  |                                   |                                         |                  |         |  |
| N.º            | Título                           | Letras                            | Música                                  | Arranjos         | Duração |  |
| 1.             | "Bang Bang Bang"                 | Teddy Park, G-Dragon, T.O.P       | Teddy Park, G-Dragon                    | Teddy Park       | 3:40    |  |
| 2.             | "We Like 2 Party"                | Teddy Park, Kush, G-Dragon, T.O.P | Teddy Park, Kush, Seo Won Jin, G-Dragon | Teddy Park, Kush | 3:16    |  |
| 3.             | "Loser"                          | Teddy Park, T.O.P, G-Dragon       | Teddy Park, Taeyang                     | Teddy Park       | 3:39    |  |
| 4.             | "Bae Bae"                        | G-Dragon, Teddy Park, T.O.P       | Teddy Park, G-Dragon, T.O.P             | Teddy Park       | 2:49    |  |
| 5.             | "Bang Bang Bang" (instrumental)  | -                                 | Teddy Park, G-Dragon                    | Teddy Park       | 3:40    |  |
| 6.             | "We Like 2 Party" (instrumental) | -                                 | Teddy Park, Kush, Seo Won Jin, G-Dragon | Teddy Park, Kush | 3:16    |  |
| Duração total: | Duração total:                   | Duração total:                    | Duração total:                          | Duração total:   | 20:38   |  |

| A - CD (edição digital japonesa) |                                    |         |  |
| N.º                              | Título                             | Duração |  |
| 1.                               | "Bang Bang Bang" (versão coreana)  | 3:40    |  |
| 2.                               | "We Like 2 Party" (versão coreana) | 3:15    |  |
| 3.                               | "Bang Bang Bang" (instrumental)    | 3:40    |  |
| 4.                               | "We Like 2 Party" (instrumental)   | 3:15    |  |
| Duração total:                   | Duração total:                     | 13:51   |  |

| A - CD (versão especial do iTunes) |                                  |         |  |
| N.º                                | Título                           | Duração |  |
| 1.                                 | "Bang Bang Bang" (a cappella)    | 3:40    |  |
| 2.                                 | "Bang Bang Bang" (MR)            | 3:40    |  |
| 3.                                 | "Bang Bang Bang" (instrumental)  | 3:40    |  |
| 4.                                 | "We Like 2 Party" (a cappella)   | 3:15    |  |
| 5.                                 | "We Like 2 Party" (MR)           | 3:15    |  |
| 6.                                 | "We Like 2 Party" (instrumental) | 3:15    |  |

## Desempenho nas paradas musicais
O lançamento de A na Coreia do Sul, obteve uma pré-venda de seu formato físico entre os dias 27 a 31 de maio de 2015. Posteriormente, A estreou na posição de número três pela Gaon Albums Chart e obteve pico de número dois em sua terceira semana. Mais tarde, A se estabeleceu em número três na parada mensal da referida parada com vendas de 93,504 mil cópias no mês de junho de 2015. Além disso, encerrou o ano de 2015 na posição de número 22 na lista de álbuns mais vendidos do ano, obtendo vendas totais de 99,041 mil cópias. As canções de A, "Bang Bang Bang" e "We Like 2 Party", atingiram as posições de número um e três, respectivamente, na Gaon Digital Chart. Posteriormente, "Bang Bang Bang" tornou-se a canção mais vendida do ano na Coreia do Sul, enquanto "We Like 2 Party" obteve a posição de número 41.
Na China, a pré-venda de A pelo serviço de música QQ Music, atingiu um milhão de cópias digitais. Somente nas primeiras doze horas de lançamento, foram vendidos duzentas mil cópias. Após duas semanas, A já havia ultrapassado vendas de quatrocentas mil cópias, estabelecendo um novo recorde de álbum estrangeiro mais vendido pelo QQ Music, além disso, o Big Bang conquistou quatro canções em seu top 6. Nos Estados Unidos, as canções "Bang Bang Bang" e "We Like 2 Party", atingiram as posições de número um e dois, respectivamente na Billboard World Digital Songs, de acordo com a Billboard, seus respectivos vídeos musicais se classificaram em primeiro e terceiro lugares, na lista de vídeos de K-Pop mais vistos no país e ao redor do mundo no mês de junho de 2015.

### Posições
| Paradas (2015)                            | Melhor posição |
| ----------------------------------------- | -------------- |
| Coreia do Sul (Gaon Weekly Albums Chart)  | 2              |
| Coreia do Sul (Gaon Monthly Albums Chart) | 3              |
| Coreia do Sul (Gaon Yearly Albums Chart)  | 22             |
| Taiwan (G-Music Weekly Albums)            | 6              |

## Histórico de lançamento
| Região        | Data                | Formato          | Gravadora                 |
| ------------- | ------------------- | ---------------- | ------------------------- |
| Mundo         | 1 de junho de 2015  | Download digital | YG Entertainment          |
| Coreia do Sul | 1 de junho de 2015  | Download digital | YG Entertainment          |
| Coreia do Sul | 2 de junho de 2015  | CD               | YG Entertainment KT Music |
| Taiwan        | 9 de junho de 2015  | CD               | Warner Music Taiwan       |
| Japão         | 17 de junho de 2015 | Download digital | YGEX                      |